# Wat is er gebeurd
Wat is er gebeurd is een lied van de Nederlandse zanger en acteur Vincent Visser in samenwerking met de Nederlandse rapper Jairzinho. Het werd in 2023 als single uitgebracht.

## Achtergrond
Wat is er gebeurd is geschreven door Vincent Visser, Jairzinho Winter, Najee Tomasowa en Ike Akoy en geproduceerd door Djeckman. Het is een nummer uit het genre nederpop. In het lied rappen en zingen de artiesten over een beëindigde relatie. In het lied kijkt de artiest naar de dingen die fout zijn gegaan en de dingen die eerst in de relatie normaal waren, maar nu niet meer aan de orde zijn. 
Het is de eerste hit van Visser, die eerder voornamelijk bekendheid genoot als acteur. 

## Hitnoteringen
De artiesten hadden succes met het lied in de hitlijsten van Nederland. Het stond op de 21e plaats van de Nederlandse Single Top 100 en stond zeven weken in deze hitlijst. De Nederlandse Top 40 werd niet bereikt; het kwam hier tot de zestiende plaats van de Tipparade.